# Svithun af Winchester
Svithun (ca. 800 - 2. juli 862) var biskop af Winchester og efterfølgende helgen for Winchester Cathedral. Kun ganske få samtidige kilder nævner ham, og der vides derfor meget lidt om hans liv. Hans arbejde i sin tid som biskop bliver overskygget af hans posthume ry for mirakler. Ifølge traditionen vil vejret på hans festdag (15. juli) fortsætte i 40 dage. Meningen bag Svithuns navn er ukendt, men det er givetvis afledt af det oldengelske ord swiþ, som betyder "stærk". Hans dødsår bliver dog i Angelsaksiske Krønike angivet som 861